# Филипп Сидский
Фили́пп Си́дский  (др.-греч. Φίλιππος Σίδης; вторая половина IV века — после 431 года) —  писатель-историк, христианский священник.

## Биография
Филипп родился в Памфилии, в городе Сиде. Филипп был родственником софиста Троила, родством с которым он гордился. В Сиде во время правления императора Феодосия Великого переселился Родон, преподаватель и ученик руководителя Александрийской богословской школы Дидима Слепца. Филипп становится учеником Родона. После обучения Филипп вместе и Троилом переезжает в Константинополь. В столице Филипп — дьякон и общается с Иоанном Златоустом. Сохранилось письмо святителя Иоанна Златоуста к Филиппу Сидскому, издано в 52 томе Греческой Патрологии. Являясь диаконом, Филипп занимается изучением наук и собирает книги, сам начинает писать книги. Он написал сочинение в опровержение книге императора Юлиана и составил «Христианскую историю», разделив ее на тридцать шесть книг, из которых каждая содержала в себе много томов, так что всех томов доходило почти до тысячи. Впоследствии Филипп становится иереем и активно участвует в церковной жизни Константинополя. После смерти архиепископа Аттика Филипп, Прокл и Сисиний — кандидаты на архиепископскую кафедру Константинополя. Был выбран Сисиний в 426 году. Это рукоположение очень огорчило Филиппа, и он, по свидетельству Сократа Схоластика, в написанной им христианской истории наговорил много в осуждение этого рукоположения, порицая как рукоположенного, так и рукополагавших, а особенно мариан. После смерти Сисиния одни хотели видеть патриархом Филиппа, другие Прокла, но император Феодосий II предпочитает и ставит в патриархи иноземца из Антиохии по имени Несторий в 428 году. Несторий начинает распространять своё учение, Филипп выступает, с очень резкими обличениями против учения Нестория и был осужден Несторием, как «манихей», на поместном соборе. В 431 году Филипп, Прокл и Максимиан — кандидаты на место архиепископа Константинополя. Архиепископом был выбран Максимиан.

## Сочинения Филиппа
«Христианская история», по свидетельству патриарха Фотия, начиналась словами: «В начале сотворил Бог небо и землю.» (Быт. 1:1); это сочинение многословно повсюду, в нём весьма пестрый обзор истории. Фотий читал историю Филиппа, состоящую из 24 сочинений, каждое из которых содержало 24 книги. Язык «Христианской истории», по мнению Фотия, пёстрый, без деликатности или изящества, и скоро надоедает, или положительно внушает отвращение; цель изложения состоит в том, чтобы скорее показать собственное знание, чем принести пользу читателю, большая часть затрагиваемых тем «Христианской истории» не имеет никакого отношения к истории, и работу можно было бы назвать трактатом обо всех видах предметов, а не истории, безвкусным излиянием мыслей. 
«Христианская история» потеряна; из неё сохранилось несколько отрывков в катенах, приписываемых Никифору Каллисту.
Другие сочинения Филиппа не сохранились.